# هولدسورث
روميلي ليسلي هولدسورث (بالإنجليزية: R. L. Holdsworth)‏، والمعروف باسم RL هولدسورث، (25 فبراير 1899 - 20 يونيو 1976) كان عالماً بريطانياً وأكاديمياً وتربوياً، لاعب كريكيت. وقد كان متسلق جبال أيضا، حيث تسلق جبال الهيمالايا. وكان عضوا في أول بعثة إلى كاميت KAMET في عام 1931، والتي تضمنت أشخاصاً أُخَر مثل إريك شيبتون وفرانك سميث. وهولدسورث، جنباً إلى جنب مع شيبتون وسميث، ولهم الفضل في اكتشاف وادي الزهور، والآن تعتبره اليونسكو من مواقع التراث العالمي.

## روابط خارجية
- هولدسورث على موقع إي آس بي آن كريك إنفو (الإنجليزية)